# Катастрофа DC-8 в Афинах
Катастрофа DC-8 в Афинах — авиационная катастрофа, произошедшая ночью 7 октября 1979 года. Авиалайнер Douglas DC-8-62 авиакомпании Swissair выполнял межконтинентальный рейс SWR 316 по маршруту Цюрих—Женева—Афины—Бомбей—Пекин, но после посадки в Афинах выкатился за пределы взлётной полосы аэропорта Афин и разрушился. Из находившихся на его борту 154 человек (142 пассажира и 12 членов экипажа) погибли 14.

## Самолёт
Douglas DC-8-62 (регистрационный номер HB-IDE, заводской 45919, серийный 312) был выпущен в ноябре 1967 года. 23 ноября того же года был передан авиакомпании Swissair, где сменил два имени — Genève и Uri. Оснащён четырьмя турбовентиляторными двигателями Pratt & Whitney JT3D. На день катастрофы совершил 16 609 циклов «взлёт-посадка» и налетал 46 418 часов.

## Экипаж
- Командир воздушного судна (КВС) — 48-летний Фриц Шмутц (нем. Fritz Schmutz). Налетал 8988 часов, 2637 из них на Douglas DC-8.
- Второй пилот — 38-летний Мартин Дьюрингер (нем. Martin Deuringer). Налетал 3817 часов, 805 из них на Douglas DC-8.
- Бортинженер — имя неизвестно.

В салоне самолёта работали 9 бортпроводников.

## Хронология событий
Douglas DC-8-62 борт HB-IDE выполнял международный регулярный пассажирский рейс SWR 316 из Цюриха в Пекин с промежуточными посадками в Женеве, Афинах и Бомбее. Перелёты Цюрих—Женева и Женева—Афины прошли без происшествий.
В 22:15 рейс 316 приземлился на ВПП № 15L аэропорта Элиникон в Афинах на скорости 270 км/ч. Пилоты не смогли его остановить и лайнер выкатился за пределы взлётной полосы и остановился на дороге. От удара оторвались левое крыло вместе с обоими двигателями и хвостовая часть, вспыхнул пожар. Через несколько часов пожар был потушен, но лайнер полностью разрушился и сгорел (относительно уцелели хвостовая часть, днище самолёта, часть кабины пилотов и оба крыла вместе с двигателями). Из 154 человек на борту самолёта погибли 14 пассажиров, среди погибших были граждане Великобритании, ФРГ и Франции. Также ещё 10 человек получили ранения. 100 пассажиров на борту были врачами, летевшими в Пекин на медицинскую конференцию.
Одним из выживших пассажиров был Ганс Моргентау, профессор Чикагского университета и эксперт в области международных отношений.
После катастрофы стало известно, что в грузовом отсеке разбившегося лайнера находилось более 450 килограммов радиоактивных изотопов и небольшое количество плутония (он находился в багаже одного из врачей-пассажиров и был найден некоторое время спустя). Власти проверили пожарных и спасателей на предмет радиационного облучения.
Также в результате катастрофы была уничтожена перевозившаяся в Бомбей партия алмазов на сумму более $ 2 000 000. Бо́льшая часть алмазов была найдена полицией, но остальная часть сгорела в огне.

## Расследование
Расследование установило, что причиной выкатывания лайнера за пределы ВПП стали многочисленные ошибки экипажа — самолёт после нестабилизированного захода на посадку приземлился на ВПП на 740 метров после её торца и на высокой скорости. Также пилоты не смогли должным образом использовать системы торможения и реверса.
Один из членов оперативной группы Комитета по расследованию авиационных происшествий придерживался иного мнения относительно причины катастрофы, заявив, что, по его мнению, экипаж не смог оценить скорость самолёта и расстояние приземления, не выполнил технику посадки с плохим торможением и не смог должным образом использовать системы торможения и реверс самолёта.

## Суд
Через 2 дня после катастрофы власти Греции предъявили командиру экипажа рейса SWR 316 обвинение в непредумышленном убийстве и несколько других обвинений. На судебном процессе в 1983 году КВС и второй пилот были признаны виновными по нескольким обвинениям, включая непредумышленное убийство по неосторожности, причинение множественных телесных повреждений и препятствование воздушному движению, и были приговорены к 5 и 2,5 годам тюремного заключения соответственно. Вскоре оба пилота были освобождены под залог.
В 1984 году суд постановил, что КВС и второй пилот могут заменить тюремное заключение штрафами. После они снова начали работать в авиакомпании Swissair.